# Szekirnik
Szekirnik (macedónul: Секирник) település Macedóniában, a Délkeleti körzet Boszilovói járásában.

## Népesség
2002-ben 1194 lakosa volt, akik közül 1193 macedón, 1 egyéb.